# Casa al carrer del Castell, 12 (Maçanet de Cabrenys)
La Casa al carrer del Castell, 12 és una obra de Maçanet de Cabrenys (Alt Empordà) inclosa a l'Inventari del Patrimoni Arquitectònic de Catalunya.

## Descripció
Aquesta construcció, situada al centre del poble, presenta un rectangle irregular a la planta i s'orienta a ponent. Disposa de planta baixa i dos pisos. L'accés al primer d'aquests es realitza mitjançant una escala de pedra exterior orientada a llevant. Tot l'aparell és de pedra debastada, encara que les obertures tenen fets els emmarcaments amb carreus molt ben treballats. El tret diferenciador de la casa són els balcons de ponent. El primer format pel porxo que hi ha la final de l'escala exterior, es recolza damunt la planta baixa, la qual presenta una coberta de volta de pedruscall, una gran columna que parteix de la barana de pedra i acaba a la teulada, serveix per establir un lligam visual entre aquest balcó inferior i el del segon pis. Aquest darrer està sustentat per cairats de fusta. Com d'altres construccions de la plaça del castell (per exemple la n. 10), aquest edifici fou aixecat a recès o substituint un pany de muralla, el qual l'obligà a disposar d'alguns elements defensius(a la banda de tramuntana hom observa restes d'espitlleres.